# Hans Zdražila
Hans Zdražila (né le 10 mars 1941 à Ostrava) est un haltérophile tchécoslovaque qui a remporté une médaille d'or aux Jeux olympiques d'été de 1964 à Tokyo, établissant un record du monde dans la catégorie des moins de 75 kg. Aux Jeux de Mexico en 1967, il est passé dans la catégorie supérieure, celle des 82,5 kg. Il a terminé sixième. Aux championnats du monde, il obtient la médaille d'or en 1964 et deux médailles de bronze en 1963 et 1966.